# CTV National News
CTV National News é um telejornal canadense exibido pela CTV desde 1 de outubro de 1961.

## Apresentadores
- Omar Sachedina (2022–presente; segunda a sexta)[1]
- Sandie Rinaldo (1985–1989, 1991–presente; sábado e domingo)